# Luís I, Príncipe de Anhalt-Köthen
Luís I de Anhalt-Köthen (em alemão:  Ludwig I., Fürst von Anhalt-Köthen;  Dessau, 17 de junho de 1579 – Köthen, 7 de janeiro de 1650, em), foi um príncipe alemão da Casa de Ascania e governante do principado unificado de Anhalt. A partir de 1603, foi governante do principado de Anhalt-Köthen. Ele também foi o fundador da primeira Sociedade Alemã (a Sociedade Frutífera).
Louis foi o sétimo filho de Joaquim Ernesto, o Príncipe de Anhalt, mas o quinto filho de sua segunda mulher, Eleonore, filha de Christoph, Duque de Württemberg.

## Vida
Após a morte de seu pai, em 1586, Luís herdou o principado de Anhalt, juntamente com o seus meio-irmãos e irmãos. Sendo o mais jovem de todos os filhos de Joaquim Ernesto, que chegaram à idade adulta, ele cresceu em Dessau, na corte de seu irmão mais velho e tutor, [[João Jorge I, Eleitor da Saxônia|João George I]].
Entre 1596 e 1597, Luís, aos dezessete anos, fez um Grand Tour pela Europa, viajando para a Grã-Bretanha, a França e a Holanda. No início de 1598, ele estave na Suíça, então, visitou a Áustria, a Hungria e a Itália, onde permaneceu até 1602. Durante uma estadia em Florença, Luís foi aceito (com o auxílio de seu tutor italiano Bastiano de' Rossi) como o primeiro membro alemão da Accademia della Crusca, na qual era conhecido pelo nome de "L'Acceso."
Em 1603, uma divisão formal Principado de Anhalt foi acordado pelos co-governantes sobreviventes. Luís recebeu Köthen, onde assumiu a sua residência principal.
Militar e politicamente, Luís permaneceu cauteloso, preferindo promover a agricultura vigorosamente. Ele construiu o seu novo Schloss (residência oficial) em estilo italiano e fez a sua corte adotar maneiras italianas. Com o seu apoio financeiro, uma iniciativa educacional foi lançada em Köthen, em 1619, sob os auspícios de Wolfgang Ratke. Problemas com o clero local levaram à prisão de Ratke por oito meses, e Luís abandonou este projeto incompleto.
Na ocasião do funeral de sua irmã, Dorothea Maria, Duquesa de Saxe-Weimar, em 24 de agosto de 1617, o [[senescal]] Kaspar von Teutleben propôs a criação de uma sociedade aos moldes da Accademia della Crusca. A criação de Sociedade Frutífera foi decidida e Luís foi nomeado seu primeiro líder, cargo que ocupou até a sua morte. Como um membro, Luís usou o lema latino "Vita mihi Christus, morse lucrum".
Durante a Guerra Dos Trinta Anos, o Rei Gustavo II Adolfo da Suécia transferiu o governo das Dioceses de Magdeburg e Halberstadt para Luís. Isso provocou a ira do Conde Axel Oxenstierna, que desejava o cargo. Esta foi uma fonte de tensão também na Sociedade Frutífera, pois Oxenstierna era um membro.

## Casamentos e Descendência
Em Rheda, a 31 de outubro de 1606, Luís desposou Amöena Amalie (Bentheim, 19 de Março de 1586 - Oldenburg, 8 de setembro de 1625), filha de Arnoldo III, Conde de Bentheim-Steinfurt-Tecklenburg-Limburg, e  irmã mais nova de Anna, mulher do Cristiano I, Príncipe de Anhalt-Bernburg, o irmão mais velho de Luís. Eles tiveram dois filhos:
1. Louis, Príncipe Herdeiro de Anhalt-Köthen (Köthen, 19 de outubro de 1607 - Köthen, 15 De Março De 1624).
2. Louise Amöena ((Köthen, 28 de novembro de 1609 - Harderwijk, Gelderland, 26 De Março De 1625).

A morte de seu único filho deixou Luís sem herdeiro, mas foi só após a morte de sua esposa, dezoito meses depois, que ele decidiu encontrar uma nova esposa, que gerou o herdeiro necessário para o seu principado.
Em Detmold, a 12 de setembro de 1626, Luís se casou pela segunda vez, com Sophie (Detmold, 16 de agosto de 1599 - Köthen, 19 de Março de 1654), filha de Simão VI, Conde de Lippe. Eles tiveram dois filhos:
1. Amalie Louise (Köthen, 29 de julho de 1634 - Köthen, 3 De Outubro De 1635).
2. William Louis, Príncipe de Anhalt-Köthen (Köthen, 3 de agosto de 1638 - Köthen, 13 De Abril De 1665).